# Ischnolea flavinota
Ischnolea flavinota är en skalbaggsart som beskrevs av Maria Helena M. Galileo och Martins 1993. Ischnolea flavinota ingår i släktet Ischnolea och familjen långhorningar.
Artens utbredningsområde är Paraguay. Inga underarter finns listade i Catalogue of Life.